# Hodișel
Hodișel – wieś w Rumunii, w okręgu Bihor, w gminie Olcea. W 2011 roku liczyła 342 mieszkańców.